# 육두구

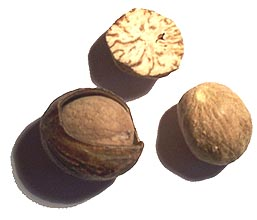
육두구 씨앗

육두구(肉荳蔲)는 육두구속에 속하는 여러 나무 종의 씨앗이다. 그 씨앗으로 만든 향신료도 육두구라고 부른다. 육두구속 가운데 특히 미리스티카 프라그란스(Myristica fragrans)를 참육두구로 구분하여 부르기도 한다. 육두구로는 두 가지 향신료를 만드는데 씨앗 자체로 만든 것은 육두구라고 하고, 붉은 빛이 도는 씨앗 덮개로 만드는 것은 메이스라고 한다. 나무는 짙은 잎이 달리는 상록수로 향신료 외에도 방향유나 버터의 재료로도 쓰인다. 원산지는 인도네시아로 가장 많은 재배 역시 인도네시아에서 이루어진다.
육두구는 너무 많이 섭취하면 알레르기 반응을 일으키거나 접촉 피부염 일으킬 수 있으며 신경정신약물로 작용할 수 있다. 민간요법에서 여러 질병에 대한 약으로 쓰이지만 과학적으로 검증된 약리 작용은 없다.
육두구와 비슷한 열매를 맺는 비자나무속의 침엽수가 종종 육두구로 오인되지만 실제 육두구와는 관련이 없으며 향신료로 사용되지도 않는다.

## 육두구 향신료
향신료로 쓰이는 육두구는 육두구의 씨앗을 갈아 가루로 만든 것이다. 독특한 매운 맛과 함께 약간 달콤하고 따듯한 맛이 난다. 여러 종류의 식품의 조리에 사용되며 특히 고기나 소시지에 첨가된다.
수확된 씨앗은 6 - 8주에 걸쳐 천천히 햇볕에 건조한다. 건조 되는 동안 씨앗이 수축되어 과육과 분리되고 덜거덕 거린다. 과육이 다 건조되면 나무 몽둥이로 부수고 씨앗만 골라낸다. 건조된 씨앗은 회갈색 빛을 띄는 달걀 모양으로 긴쪽 직경이 약 20-30 mm, 짧은 쪽은 15-18 mm 정도이고 무게는 5-10 그램 정도이다.
참육두구와 다른 맛이 나는 미리스티카 말라바리카(M. malabarica)와 미리스티카 아르겐테아(M. argentea)가 일반적인 육두구를 대신하는 향신료로 사용되기도 한다.

## 메이스

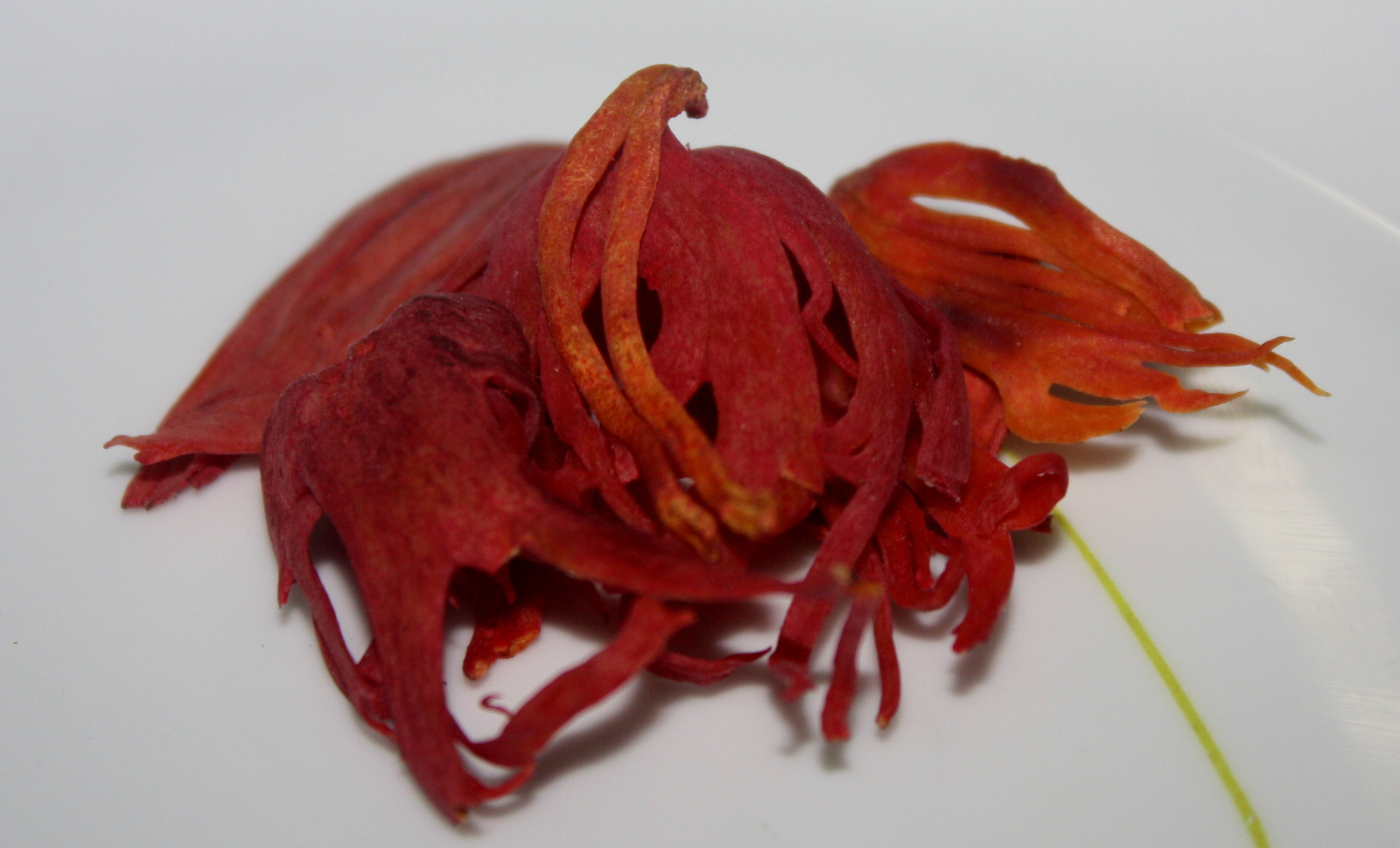
메이스

메이스는 육두구 씨의 가종피인 씨앗 덮개를 재료로 한 향신료이다. 맛은 육두구와 비슷하지만 보다 섬세하고 고기나 생선을 구울 때 풍미를 돋구기 위해 사용되고 야채 절임과 같은 요리에도 함께 넣는다.
다 말린 육두구의 과육을 부수면 육두구 씨앗을 감싸고 있는 붉은 색 가종피가 나온다. 씨앗을 따로 모아 갈아내어 육두구 향신료를 만들고 가종피는 다시 옅은 노란색이나 주황색이 될 때까지 10~14일 동안 더 건조시킨다. 메이스의 색상은 건조하면 옅은 노란색, 주황색 또는 황갈색으로 바뀌며 길죽하고 두툼한 끈 모양이 된다. 메이스 한 개의 길이는 40 mm 정도이다.

## 식물학적 특성과 재배
인도네시아 말루쿠 제도의 참육두구( Myristica fragrans )가 가장 품질이 높다고 평가된다. 이 때문에 과거 네덜란드 식민지 시절 이 지역은 향료 제도라고 불렸다. 이 외에 말레이시아의 페낭, 카리브해 제도의 그레나다, 남인도의 케랄라 등에서도 재배된다. 17세기 네덜란드 동인도 회사의 제독이었던 헨드리크 반 리데가 지은 식물학 책 《호르투스 보타니쿠스 말라바리쿠스》(Hortus Botanicus Malabaricus, 말라바르 지역의 식물)에서는 인도네시아의 육두구는 고대부터 국제 무역품으로 인도 사람들이 오래 전 부터 구매하였다고 적고 있다.

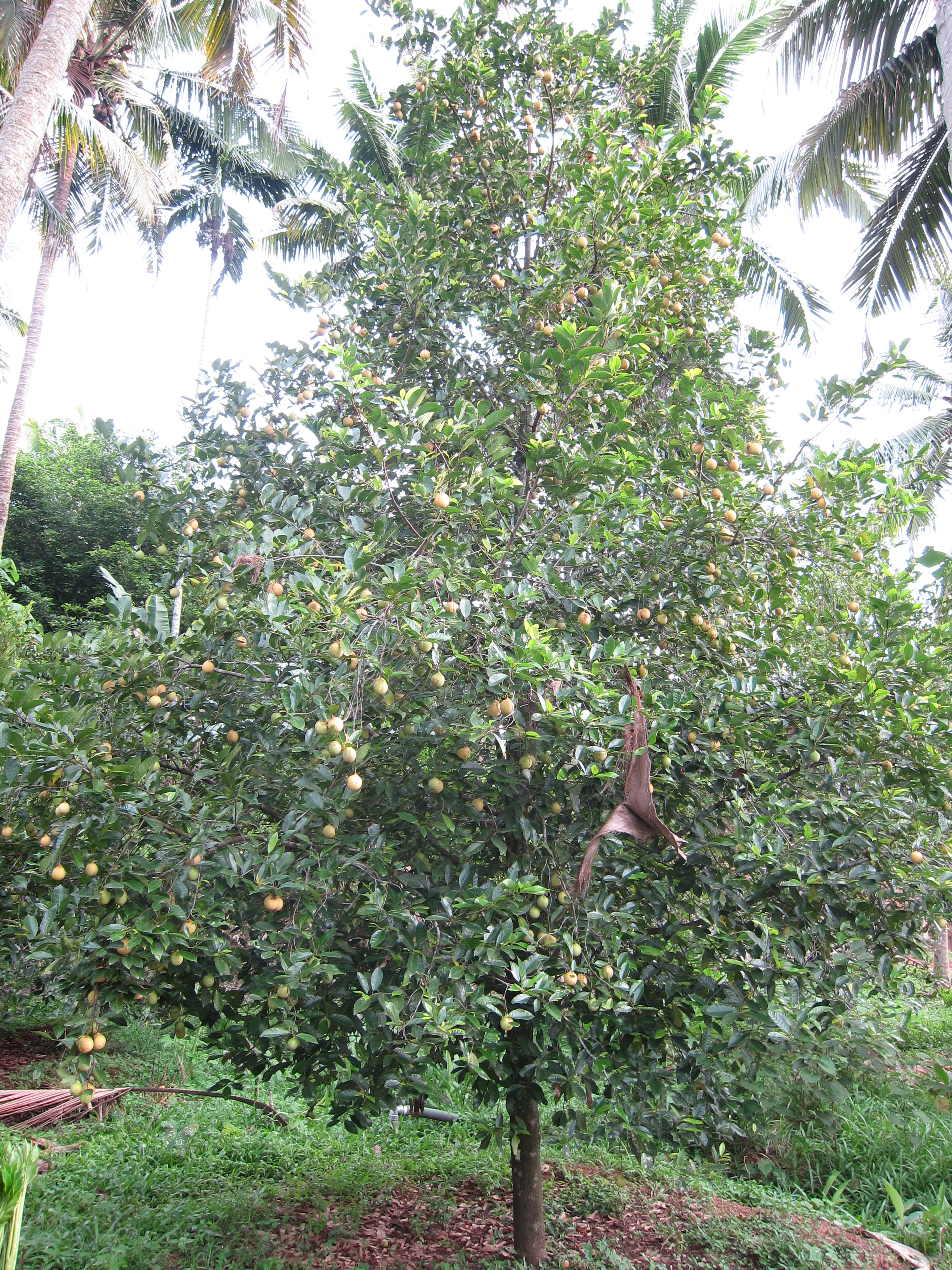
육두구 나무(Myristica fragrans)

육두구 나무는 암 수가 따로 있는 식물로 유성 생식으로 얻은 씨앗을 심거나 꺾꽂이, 접목과 같은 무성 생식을 통해 번식시킬 수 있다. 유성 생식은 암수 나무의 출현 비율이 각각 50% 이므로 씨앗을 얻는데 비효율적이고 육두구 나무가 자라서 첫 꽃을 피우기 까지 걸리는 6-8년 사이에는 암수를 구분할 방법도 없어서 대부분 무성 생식을 통한 재배를 선호한다.  접목은 여러 과수에서 사용되는 일반적인 묘목 생산 방식이고 육두구에서도 일반적 방법으로 사용된다.
첫 개화 이후 수확이 가능하기 때문에 육두구 나무의 첫 수확은 심은지 7-9년 후에 이루어진다. 생산량이 가장 높아지려면 식재 후 20년이 되어야 한다.
- 육두구 과실
- 과실의 단면
- 붉은 가종피는 메이스의 원료가 되고 안쪽의 씨앗으로 육두구 향신료를 만든다.

## 요리

### 육두구 향신료
육두구와 메이스의 맛은 비슷한 향미가 있지만 육두구 쪽이 약간 단맛을 내고 메이스는 보다 섬세한 맛을 낸다. 메이스는 밝은 오렌지색의 사프란 과 같은 색조 때문에 가벼운 요리에 자주 쓰이고, 육두구는 양이 많은 요리의 맛을 내기 위해 사용된다. 가루로 만들어 팔기도 하지만 그냥 건조된 씨앗을 팔기도 하는데, 이렇게 판매되는 씨앗은 육두구를 갈아낼 수 있도록 제작된 도구나 일반적인 요리용 강판에 갈아서 쓴다.
인도네시아 요리에서 육두구는 소토, 콘로, 쇠꼬리국, 박소 (음식) 등 매운 수프 종류의 요리에 사용된다. 스튜나 스테이크와 같은 유럽식 고기 요리에도 사용한다.
인도 요리 가운데 육두구 재배가 흔한 말라바르 해안 지역에서는 주식 뿐만 아니라 후식의 풍미를 더하기 위해 쓰인다. 가람 마살라에 약간량을 함께 넣는 경우도 있다.
전통적 유럽 요리에서 육두구와 메이스는 특히 감자와 시금치 요리와 같은 스튜나 소세지 같은 가공육 제품에 사용된다. 구이 요리의 소스로도 쓰이고 스푸에도 넣으며   라이스 푸딩에도 사용된다. 네덜란드 요리에서는 방울다다기, 콜리플라워, 풋강낭콩과 같은 채소 요리와 함께 사용한다. 육두구는 애플 사이더, 온포도주, 정킷 및 에그노그에 첨가되는 전통적인 향신료이다. 스코틀랜드에서는 메이스와 육두구가 해기스의 일반적인 재료로 쓰인다. 이탈리아 요리에서 육두구는 전통적인 미트로프뿐만 아니라 토르텔리니와 같은 고기 만두의 소에 함께 쓰인다. 육두구는 호박 파이와 구운 도토리호박와 같은 겨울 호박 요리에도 흔히 사용되는 향신료이다. 카리브해에서 육두구는 종종 럼을 넣은 칵테일 음료에 사용되고 후추처럼 음식 위에 뿌려먹기도 한다.

### 과일

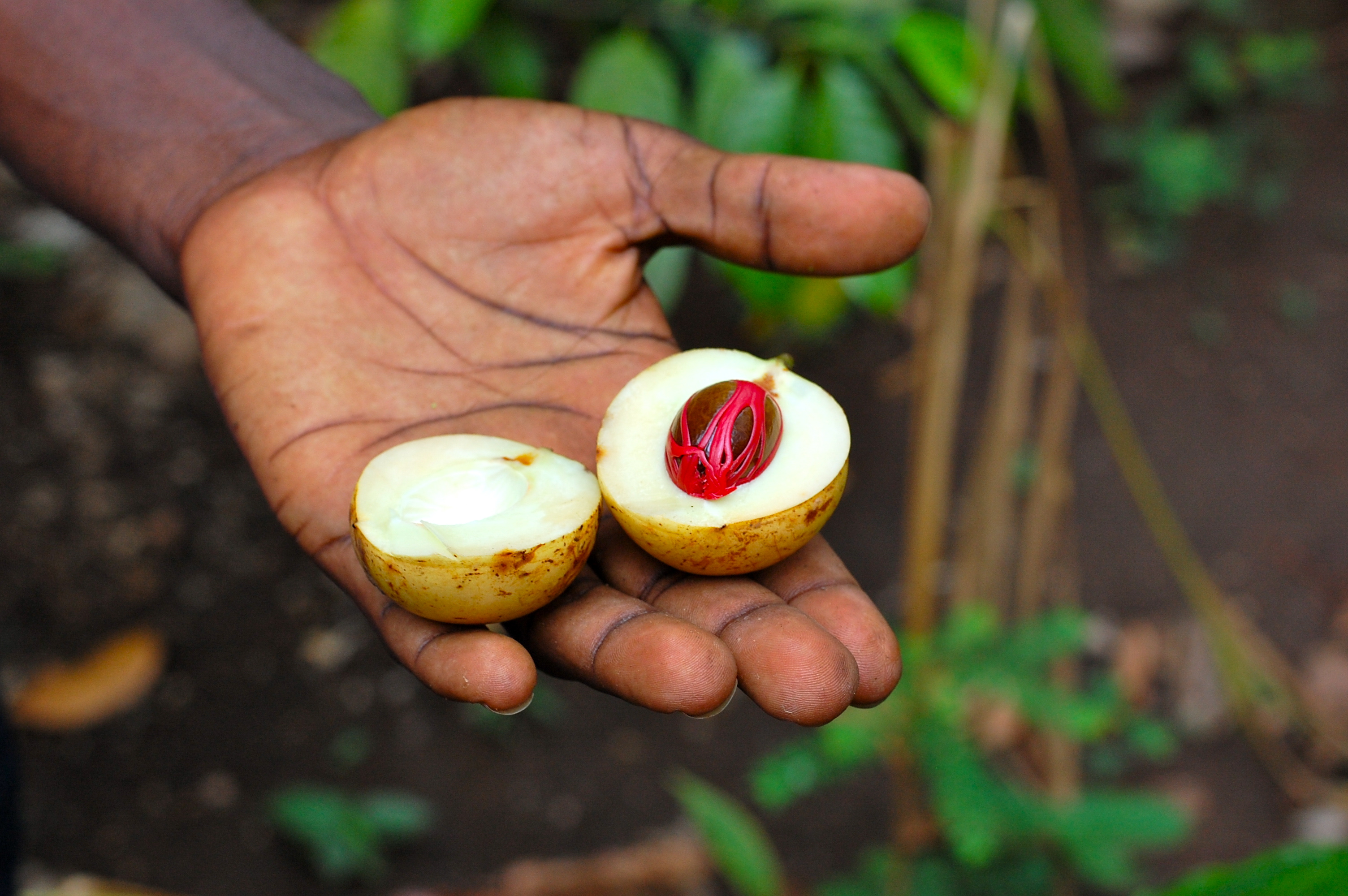
탄자니아 잔지바르의 육두구 생과

향신료로 쓰이지 않는 과육 부분은 잼을 만들거나 설탕에 절인 후 말려 과자로 먹는다. 인도네시아에서는 말려서 과자로 만든 것은 "마니산"(manisan, 사탕)이라고 부르고, 절임은 "마니산 팔라"(manisan pala)라고 부른다. 피낭에서는 잘게 썬 육두구 과육을 빙수의 일종인 아이스 카캉의 토핑으로 쓴다. 과육을 그냥 갈아 넣거나 끓여낸 주스를 만들기도 한다. 인도 말라바르에서는 피클 형태의 절임을 만들어 먹기도 한다.

### 육두구 기름
낙과한 육두구 열매를 증기 증류하여 얻은 육두구 기름은 향수나 약품의 원료로 사용된다. 육두구에 포함된 휘발성 방향성분으로는 D-피넨, 리모넨, D-보르네올, L-테르피네올, 제라니올, 사프롤, 미리스티신과 같은 수십 종의 테르펜계 화합물과 페닐프로파노이드가 포함되어 있다. 육두구 특유의 화합물인 미리스티신은 순수한 형태에선 독성을 보이기 때문에 과도한 양의 육두구를 섭취하면 중독이 발생할 수 있다.
육두구 기름은 무색 또는 담황색으로 육두구 특유의 냄새와 맛을 낸다. 여러 종류의 식품이나 음료에 천연 향료로 사용된다. 가루가 남지 않아 육두구 향신료 대신 음식에 사용하기도 한다. 치약과 기침약 제조에도 사용된다.

### 육두구 버터
육두구 씨앗을 갈지 않고 버터로 만들 수도 있다. 반고체이고 적갈색이며 육두구 자체의 맛과 향이 있다. 육두구 버터 가운데 무게를 기준으로 약 75%는 미리스트산으로 전환될 수 있는 트리미리스틴으로 14탄소 지방산이다. 카카오버터의 대체물로 사용되며 면실유나 팜유와 같은 다른 지방과 혼합하여 사용하기도 한다. 산업용 윤활유로 쓰는 경우도 있다.

## 역사

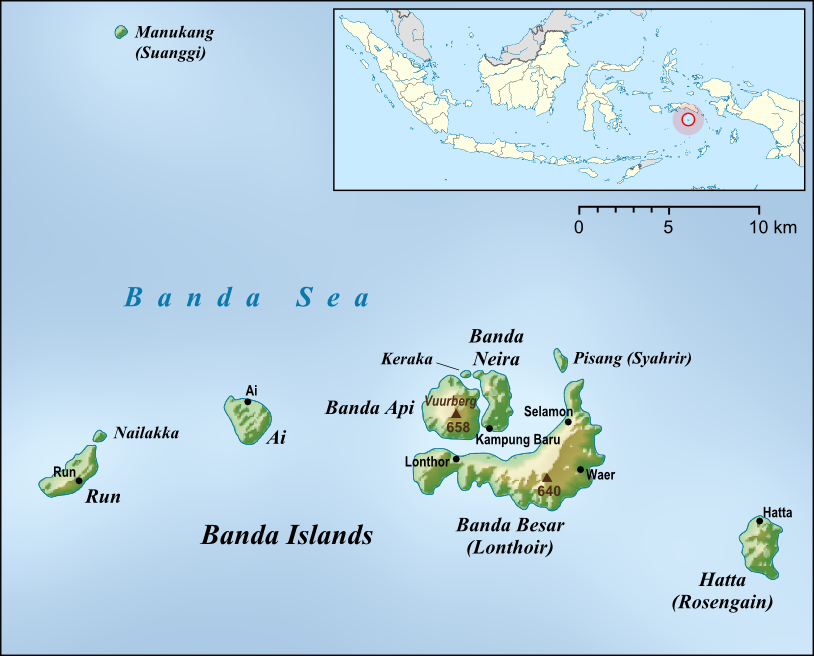
반다 제도

인도네시아 동부의 반다 제도 중 하나인 풀라우 아이 섬에서 발견된 3,500년 전 만들어진 도기 조각에 육두구 잔류물이 남아있었다. 반다 제도는 11개의 작은 화산섬으로 구성되어 있으며 말루쿠 제도의 일부를 이룬다. 이 섬들은 19세기 중반까지 육두구와 메이스의 유일한 생산지였다.
고대부터 육두구는 주요한 국제 무역품이었다. 인도에는 서기 6세기 무렵 육두구가 퍼졌고, 서쪽으로 계속 전파되어 콘스탄티노플까지 이르렀다. 13세기 무렵 아랍 상인들은 육두구의 원산지가 인도네시아 섬이란 것을 정확히 알고 있었지만, 유럽 상인들에게는 이를 비밀로 하였다.

### 식민지 시대
반다 제도는 유럽인들이 이 지역으로 항해하여 오는 주요 목적 가운데 하나였다. 1511년 8월, 아폰수 드 알부케르크는 포르투갈 왕을 대리하여 당시 아시아 무역의 중심지였던 믈라카를 정복했다. 같은 해 11월 알부케르크는 육두구의 원산지인 반다 제도의 위치를 전해듣고 안토니오 드 아브레에게 배 세 척을 주어 원정대를 보냈다. 모집과 강제 징집을 통해 구성된 말레이 선원들을 태운 원정대는 자와섬, 소순다 열도, 암본섬을 거쳐 반다 제도로 향했고 1512년 초에 도착하였다. 이로서 아브레는 반다 제도에 상륙한 최초의 유럽인이 되었고 한 달 동안 머물며 육두구와 메이스, 그리고 반다에서 중계하던 정향을 사서 배에 채웠다. 1512년부터 1515년까지 믈라카에 머무르던 포르투갈의 약재상 토메 피르스가 쓴 책인 《수마 오리엔탈》(Suma Oriental , 동양 일람)에 당시의 상황이 기록되어 있다. 포르투갈인은 육두구와 메이스 무역에 단순한 구매자로 참가하였고 이 무역을 독점하지는 못하였다.
1621년 네덜란드 동인도 회사는 육두구의 생산과 무역을 독점하기 위해 반다와 피비린내 나는 전투와 학살을 벌였다. 네덜란드는 주민을 학살하거나 추방하였고, 살아남은 주민들은 노예로 팔아넘겼다. 약 15,000명의 사람들이 거주하던 반다섬은 전투 후 1천명만 남을 정도였다고 한다. 이 전투 이후 네덜란드 동인도 회사는 반다 제도에 육두구 플랜테이션을 구축하였다.
반다 제도를 비롯한 동남아시아 지역은 한 동안 네덜란드가 장악하고 있었으나 나폴레옹 전쟁으로 네덜란드에 바타비아 공화국이 세워진 공위시대를 겪으면서 동남아시아에 대한 장악력이 약화되자 영국은 스리랑카, 싱가포르 등과 함께 반다 제도를 차지하였다. 새로운 식민 지배자가 된 영국은 육두구 재배를 반다 이외 지역으로 넓히고자 하였고 묘목을 스리랑카, 페낭, 븡쿨루, 싱가포르 등으로 전파하였다. 이후 영국은 아프리카의 잔지바르와 남아메리카의 그레나다와 같은 다른 식민지에서도 육두구를 재배하였다. 1974년 독립하며 채택된 그레나다의 국기 왼쪽에 있는 문양은 육두구를 표현한 것이다. 양식화된 쪼개진 육두구 열매를 보여준다. 한편 네덜란드는 나폴레옹 전쟁 이후 반다 제도에 대한 지배권을 되찾았고 이후 제2차 세계대전이 일어날 때까지 장악하였다.
미국 코네티컷주의 별명이 "육두구주"인 것은 일부 파렴치한 코네티컷 상인들이 나무를 육두구처럼 깍아 속여 팔았다는 이야기에서 시작된 것이다. 이후 "나무 육두구"는 모든 사기 행위를 가리키는 말로 쓰였다. 육두구는 씨앗을 갈아내어 쓰기 때문에 겉모습이 감쪽같은 가짜를 섞어 팔면 갈아내기 전에는 알아차리기 어렵다.

## 생산
2019년 육두구의 전 세계 생산량은 142,000톤으로 인도네시아, 과테말라, 인도가 각각 38,000~43,000톤을 생산하여 전 세계 생산량의 85%를 차지했다.

## 독성 및 신경작용
육두구는 일부 질병에 대한 민간요법으로 사용되지만 입증된 의학적 가치가 없다.
육두구 향신료와 메이스, 기름 모두 적당량에 큰 생리작용을 일으키지는 않지만 너무 많은 양을 섭취하면 향정신성 작용을 보인다. 이는 육두구에 포함된 미리스티신 및 엘레미신과 같은 항콜린제 때문으로 환각을 일으킬 수 있다. 미리스티신은 모노아민 산화효소 억제제이기도 하여서 다량 섭취 시 경련, 심계항진, 메스꺼움과 함께 극심한 탈수 및 전신 통증을 유발할 수 있다. 육두구는 체내에서 아난다마이드와 2-아라키도노일글리세롤 같은 칸나비노이드를 증가시켜 신경간 정보 전달을 간섭하고, 지방 분해 효소인 모노글리세라이드 분해효소, 지방산 가수 분해 효소 등의 작용을 둔화시킨다. 육두구는 항불안제와 상호작용하고, 알레르기 반응을 일으키며, 접촉 피부염도 일으킬 수 있다.
사람에 따라서는 육두구 약물 중독으로 섬망, 불안, 착란, 두통, 메스꺼움, 현기증, 구강 건조, 눈 자극 및 기억 상실과 같은 증상을 보일 수 있다. 중독은 과량 섭취 이후 몇 시간 뒤 최대치에 도달하고 며칠 동안 지속될 수 있다. 다른 약물과 결합하면 드물게 육두구 중독으로 사망에 이르기도 한다. 그러나 육두구나 향정신 원인 성분인 미리스티신 모두 치명적 중독에 이르는 일은 매우 드물다.
육두구 중독은 식품의 섭취 보다는 어린이가 우발적으로 다량을 섭취한 경우나 마약을 대신하여 사용한 경우 발생한다. 특히 청소년, 마약 사용자, 대학생 및 수감자가 값싼 환각제로 사용한다. 효과를 내기 위해서는 상대적으로 많은 양의 육두구가 필요하고 보고된 중독 사례의 대부분은 마약으로 쓴 경우이다.

### 임신 중 독성
육두구는 한때 낙태를 목적으로 사용되기도 하였지만, 향신료로 사용되는 정도로는 임신 유지에 큰 문제가 되지 않는다. 그러나 육두구의 다량 섭취는 조산이나 유산을 유발할 수 있다. 또한 육두구는 페티딘과 같은 진통제와 상호 작용할 수 있으므로 임신 중에는 피하는 것이 좋다.

### 애완 동물에 대한 독성
육두구의 향은 애완동물의 관심을 끌 수 있지만 너무 많이 섭취하면 독이 될 수 있다.

## 같이 보기
- 향신료
- 대항해시대
- 메이스